# Бжозовский, Феликс

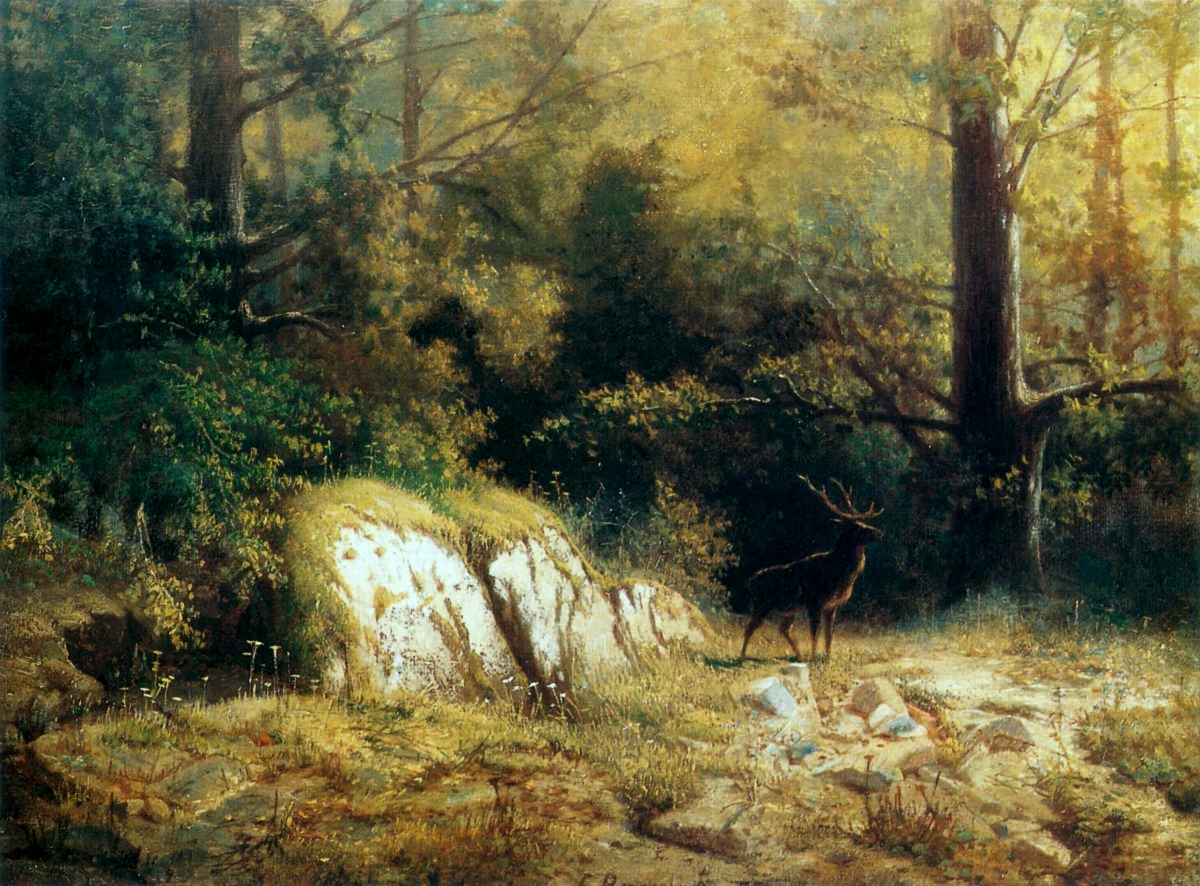
Феликс Бжозовский. Лесной пейзаж с оленем, 1875

Феликс Бжозовский (пол. Feliks Brzozowski); 1836, Варшава — 1892, там же) — польский художник-пейзажист, иллюстратор.

## Биография
В 1852—1859 годах учился в Варшавской школе изящных искусств под руководством Кристиана Бреслауерa.
После окончания учёбы отправился в Альпы, посетил Крым, однако писал, в основном, пейзажи польского Мазовша, Малопольских земель, Татры и виды замков.
В творческом наследии художника, в основном, тщательно проработанные пейзажи, особенно, картины лесов.
С 1865 года, Ф.Бжозовский создал большое количество иллюстрации для журналов Варшавы — «Tygodnik Ilustrowany», «Biesiada literacka» и др.
Значительная часть его работ находится в настоящее время в коллекции Национального музея в Варшаве.